# Земцы-2
Земцы-2 — опустевшая деревня в Нелидовском городском округе Тверской области.

## География
Находится в юго-западной части Тверской области на расстоянии приблизительно 2 км на юго-восток по прямой от поселка Земцы у железнодорожной ветки Земцы-Жарковский.

## История
Даже на карте 1980 года деревня не была еще отмечена. До 2018 года деревня входила в состав ныне упразднённого Земцовского сельского поселения.

## Население
Численность населения: 2 человек (русские 100 %) в 2002 году, 0 в 2010.